# Rémi Fontaine
Pour les articles homonymes, voir Fontaine.
Rémi Fontaine, né le 4 août 1956, est un journaliste et essayiste français.

## Biographie
Rémi Fontaine est le fils de Louis Fontaine (1928-2020), fondateur des Éditions de l’Orme rond, il obtient, après une classe préparatoire littéraire au lycée Fénelon une maîtrise en philosophie à la Sorbonne avec Pierre Boutang et étudie à l'Université libre des sciences de l'homme (au Centre d’études philosophiques avec le père Marie-Dominique Philippe et Jacques de Monléon).
À cette époque, il fonde avec une équipe de la Fédération catholique des étudiants de France (FCEF) la revue universitaire Disputatio.
Il enseigne ensuite la philosophie dans plusieurs écoles hors contrat ainsi qu’à l’Institut universitaire Saint-Pie-X (IUSPX) de Paris.
Il est l’un des instigateurs et des premiers organisateurs du pèlerinage de Chrétienté lancé à la Pentecôte 1983 par plusieurs associations catholiques, telles le Centre Henri-et-André-Charlier, le Mouvement de la jeunesse catholique de France (MJCF), etc.
Il fait partie de l’équipe rédactionnelle du journal Présent de sa création en 1981 au 27 octobre 2017, date à laquelle il est licencié après un long conflit avec le titre .

### Radio
Il dirige chaque mois le Libre journal des scouts, devenu Libre journal de lumière de l'espérance, sur Radio Courtoisie.

## Publications
- Pèlerinages de tradition, Éditions de l’Orme Rond, 1986,  (ISBN 2-86403-027-6)
- Église interdite : le livre blanc de Port-Marly, en collaboration avec Alain Sanders, Éditions de l’Orme Rond, 1987,  (ISBN 2-86403-030-6)
- Genèse d’une mythologie, les prémisses philosophiques de la Révolution, Action familiale et scolaire, 1989.
- Riaumont : citadelle de l’espérance. La vie et l’œuvre du Père Revet, Éditions Elor, 1991,  (ISBN 2-907524-22-4)
- Le livre d’Hermine, Éditions Elor, 1993,  (ISBN 2-907524-44-5)
- Saint Rémi : au commencement chrétien de l’histoire, Éditions Elor, 1995,  (ISBN 2-907524-67-4)
- Le manteau de saint Martin ou l’étendard de la charité, Éditions Elor, 1996,  (ISBN 2-907524-88-7)
- Contre enquête sur le scoutisme, en collaboration avec Alain Sanders, Éditions Godefroy de Bouillon, Paris, 1999,  (ISBN 2-84191-085-7)
- Cent scouts morts pour la France, Éditions de la Porterie de Riaumont, Liévin, 2000,  (ISBN 2-9515456-1-4)
- Politique et morale : éléments de philosophie chrétienne, Éditions DMM, 2001,  (ISBN 2-85652-260-2)
- Boucicaut, maréchal de France, Éditions Clovis, 2001,  (ISBN 2-912642-69-8)
- Le Pharaon a disparu, en collaboration avec Louis Fontaine, Éditions Clovis, 2001,  (ISBN 2-912642-72-8)
- L'âme du scoutisme, Éditions de Paris, 2003,  (ISBN 2-85162-095-9)
- La laïcité dans tous ses débats, Christianisme et laïcisme en dix cas d'école, Éditions de Paris, 2004,  (ISBN 2-85162-121-1)
- Le livre noir des évêques de France, Renaissance catholique, Issy-les-Moulineaux, 2006,  (ISBN 2-9523295-7-5)
- Parole de scout, Éditions Sainte-Madeleine, le Barroux, 2007,  (ISBN 978-2-906972-58-2) (BNF 41044913)
- Le communautarisme est-il un péché ?, Éditions Via Romana, 2008  (ISBN 978-2-916727-39-4)
- Le Livre noir de la culture de mort, Renaissance Catholique, 2008  (ISBN 2916951032)
- Le Livre noir et blanc des évêques de France, Renaissance Catholique, 2009  (ISBN 978-2-916951-10-2)
- Ni laïques ni musulmans, Renaissance Catholique, 2010  (ISBN 978-2-9536311-0-4)
- Sous le signe d’Antigone : les catholiques en politique au XXIe siècle, Contretemps, 2012  (ISBN 978-2-9536311-1-1)
- Itinéraire de Chrétienté avec Jean Madiran, Presses de la Délivrance, 2018.
- Chartres t'appelle ! une Pentecôte de Chrétienté, Via Romana, 2024, 178 p. (ISBN 978-2-37271-259-0).